# 呂邦瀚
吕邦瀚（？—？），號敬修，浙江绍兴府餘姚縣人，明朝政治人物。

## 生平
万历三十七年（1609年）己酉科浙江乡试八十五名举人，萬曆四十七年（1619年）己未科進士，兵部觀政，官行人司行人。天啓六年二月，周府華亭王薨，遣行人呂邦瀚致祭。同年丁憂歸。

## 家族
曾祖吕泰，庠生。祖父吕南阳，庠生。继祖父吕文魁，省祭。父吕胤昆，冠带乡宾。